# Jean-Baptiste Cinéas
Pour l’article homonyme, voir Cinéas.
Jean-Baptiste Cinéas (1895-1958) est un avocat, juriste, juge et romancier haïtien.

## Biographie
Jean-Baptiste Cinéas est né à Cap-Haïtien. Il suit des études supérieures de droit. Il commence une carrière juridique. Il se tourne vers la littérature et devient romancier.
En 1930, la politique l’intéresse peu, il est élu député de Limbé, il devient juge à la cour Suprême d’Haïti.

### Justice
Jean-Baptiste Cinéas est nommé juge à la Cour suprême d'Haïti. Il assumera cette charge jusqu'à sa mort.

### Littérature
Il écrivit plusieurs romans. Il fut influencé par le mouvement indigéniste, dans la foulée des recommandations de l'écrivain et essayiste haïtien Jean Price Mars. Jean-Baptiste Cinéas inaugura le roman de la tradition paysanne haïtienne en décrivant la situation difficile et précaire du monde rural.[précision nécessaire]Ses romans portent de nombreuses descriptions de type ethnologique et folklorique d'un univers simple, proche de la nature, sans être résigné, mais néanmoins sans réel espoir d'amélioration pour un monde meilleur et d'une tristesse à la mesure d'un avenir incertain et sombre[réf. nécessaire].

« La joie de l'Haïtien et quelle joie contrainte ! est une étrange mixture où la tristesse entre comme élément principal. Nous respirons la tristesse par tous les pores. Triste notre vie ! Triste notre littérature ! Triste notre Musique ! Triste notre vie qui manque de franchise et qui rend une sonorité de vieille cloche fêlée. Triste notre sourire toujours navré ! Tristes nos idéals ! Nous nageons dans le fleuve de la tristesse comme dans notre domaine nature. »

— Extraits du roman Le Drame de la Terre de 1933

#### Romans
- 1933 : Le Drame de la Terre, éditions Bibliothèque Haïtienne ;
- 1940 : La Vengeance de la Terre, roman paysan, imprimerie du Collège de Vertières
- 1945 : L'Héritage sacré, roman paysan, éditions Henri Deschamps ;
- 1948 : Le Choc en retour, éditions Henri Deschamps.

#### Recueils
- 1989 : La Dernière flamme, nouvelles et récits rassemblés et présentés par Pierre-Raymond Dumas, Port-au-Prince : L'Imprimeur II, 1989.
- 1989 : La Morte de Jean-Baptiste Cinéas, nouvelles et Récits, réunis et présentés par Pierre-Raymond Dumas, éditions des Antilles, Port-au-Prince, 1989.

## Distinction
- Le lycée de Limbé, (ville située à l'ouest de Cap-Haïtien), porte le nom de "Lycée Jean-Baptiste Cinéas" en l'honneur de cet écrivain et juriste haïtien.